# Kingo Miyabe
Kingo Miyabe (romanización de 宮部金吾) (15 de abriljul./ 27 de abril de 1876greg. - 16 de marzo de 1951 ) fue un botánico, micólogo, pteridólogo, y algólogo japonés, que desarrolló sus actividades académicas en la Universidad de Hokkaidō. Y también fue profesor de la Universidad de Tohoku.

## Algunas publicaciones
- "北海道主要樹木図譜" (Atlas de Árboles de Hokkaido ")

- "南千島植物誌" (Revista planta Kuriles del Sur)

- "北海道水産調査報告 巻之三 昆布採取業「昆布科」("Informe de Pesca de Hokkaido de investigación de tres algas industriales de cosecha de familia de algas marinas")